# Seitarō Tomisawa
Seitarō Tomisawa (japanisch 富澤 清太郎 Tomisawa Seitarō; * 8. Juli 1982 in Yokohama, Präfektur Kanagawa) ist ein ehemaliger japanischer Fußballspieler.

## Karriere
Tomisawa erlernte das Fußballspielen in der Jugendmannschaft von Verdy Kawasaki (heute: Tokyo Verdy). Seinen ersten Vertrag unterschrieb er 2001 bei den Tokyo Verdy. Der Verein spielte in der höchsten Liga des Landes, der J1 League. 2004 gewann er mit dem Verein den Kaiserpokal. Für den Verein absolvierte er 18 Erstligaspiele. 2005 wurde er an den Zweitligisten Vegalta Sendai ausgeliehen. Für den Verein absolvierte er 14 Spiele. 2006 kehrte er zum Zweitligisten Tokyo Verdy zurück. 2007 wurde er mit dem Verein Vizemeister der J2 League und stieg in die J1 League auf. Am Ende der Saison 2008 stieg der Verein wieder in die J2 League ab. Für den Verein absolvierte er 166 Spiele. 2012 wechselte er zum Erstligisten Yokohama F. Marinos. 2013 wurde er mit dem Verein Vizemeister der J1 League. 2013 gewann er mit dem Verein den Kaiserpokal. Für den Verein absolvierte er 85 Erstligaspiele. 2015 wechselte er zum Zweitligisten JEF United Chiba. Für den Verein absolvierte er 41 Spiele. 2017 wechselte er zum Erstligisten Albirex Niigata. Am Ende der Saison 2017 stieg der Verein in die J2 League ab. Für den Verein absolvierte er 44 Spiele. 2019 wechselte er zum Drittligisten SC Sagamihara. Mit dem Verein aus Sagamihara wurde er 2020 Vizemeister und stieg in die zweite Liga auf. Nach dem Aufstieg verließ er den Verein und schloss sich seinem ehemaligen Verein, den Zweitligisten Tokyo Verdy, an. Für Tokyo absolvierte er in seiner letzten Saison 4 Ligaspiele.
Am 1. Februar 2022 beendete Tomisawa seine Karriere als Fußballspieler.

## Erfolge
Tokyo Verdy
- Kaiserpokal: 2004

Yokohama F. Marinos
- J1 League

Vizemeister: 2013
- Kaiserpokal: 2013

SC Sagamihara
- J3 League

Vizemeister: 2020  ▲